# Metafisica (Tommaso Campanella)
La Metafisica (Metaphysica, 1623) è l'opera più importante di Tommaso Campanella, fra le principali premesse di quel razionalismo moderno che troverà completa espressione nel pensiero di Cartesio.

## L'essenza trinitaria dell'uomo

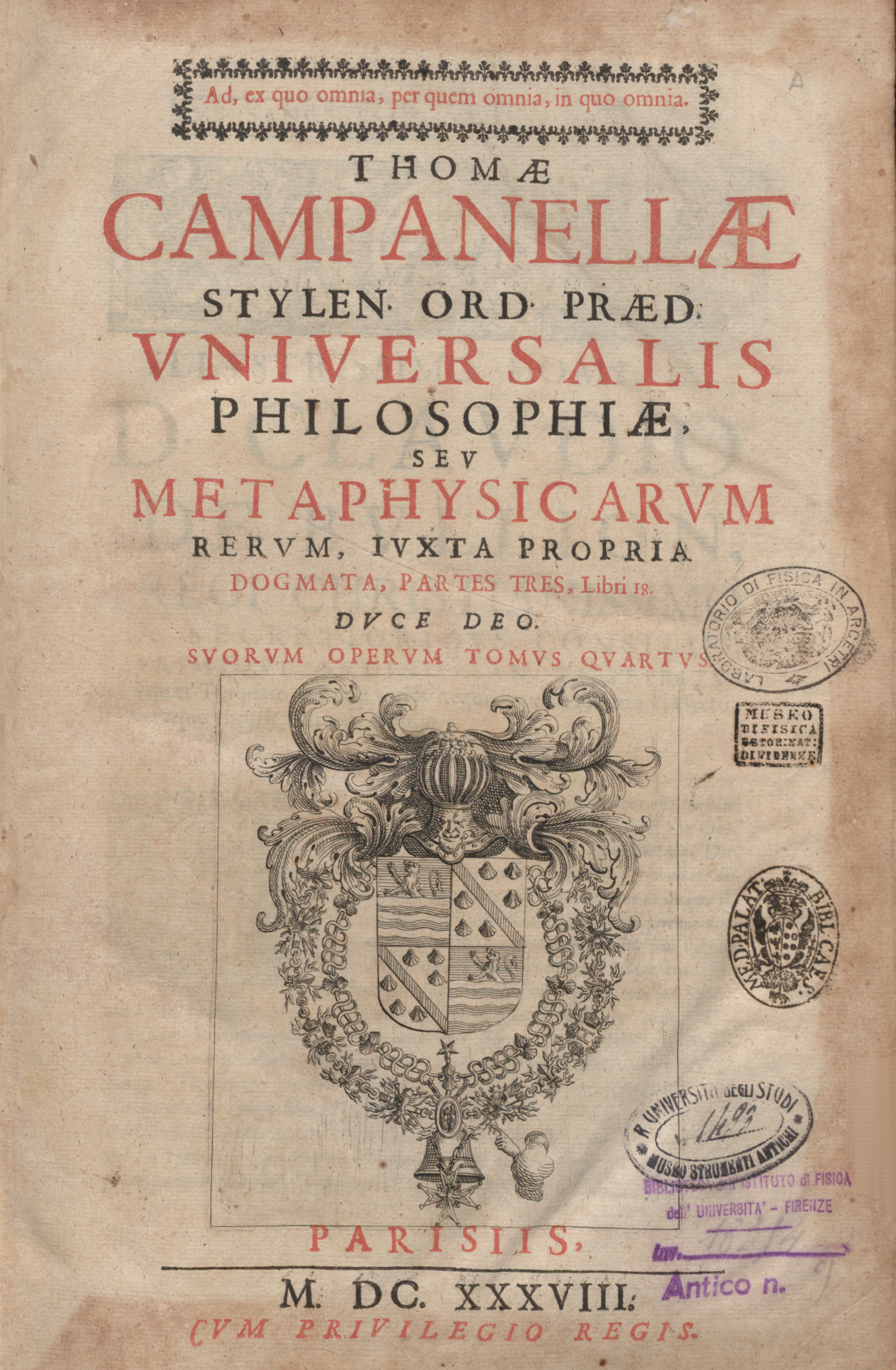
Frontespizio della Metaphysica

In quest'opera Campanella supera la visione sensistica di Telesio e dà una concezione dell'essere che risale a S.Agostino che vede nell'uomo il marchio della Trinità.
Infatti, come per questo, anche per Campanella l'essere è strutturato nelle tre essenze primarie: potenza (Padre), sapienza (Spirito), amore (Figlio), che egli chiama le tre Primalità.
Afferma Campanella:
Ogni essere che è essere, è tale perché può essere: ogni essere veramente è, perché ha la potenza, la possibilità di essere.
È tale veramente quell'essere (che ha la potenza di essere), se ha la coscienza di essere, perché chi non sa di essere, per sé stesso  è come se non esistesse: esisterà per gli altri ma non per sé stesso.
Il nosse è quindi costitutivo dell'esse.
La condizione prima dell'essere è il sapere di essere.
Avere coscienza di sé, il pensare (il cogito, dirà Cartesio) è la condizione prima dell'essere (ergo sum); tra Campanella e Cartesio resta comunque una differenza fondamentale: mentre la filosofia campanelliana si limita a ricostruire ma non a riprodurre le condizioni che dal sapere portano all'essere, per Cartesio invece la filosofia stessa diventerà arbitra dell'essere. Per Campanella cioè, il modo in cui il sapere diventa costitutivo dell'essere non è mediato dalla ragione filosofica, né da alcun metodo.
Cioè, se non sa di essere va incontro a dei pericoli che potrebbero farlo perire perché non ama sé stesso (non ha capacità di autoconservazione).
Il fatto di sapere di essere è provato dall'amore di sé stesso, per cui chi non sa, non ama sé stesso
[allora possiamo sapere quello che prima, non avendo la potenza, non potevamo sapere];

## Nota teologica
Diversamente da Sant'Agostino che concepisce il rapporto trinitario tra il Padre e il Figlio mediato dal Sapere, lo Spirito Santo che "circola", "respira" in entrambe le Persone,  Campanella avanza una concezione della Trinità dov'è l'Amore (il Figlio) il rapporto che lega il Padre e lo Spirito.
La Trinità come una sfera, con altre due sfere reciprocamente concentriche, dove quella alla periferia è la Potenza (il Padre), nella parte mediana l'Amore (il Figlio), al centro lo Spirito, il nucleo della sfera.
La moderna teologia trinitaria riprende invece per un verso, la concezione agostiniana, preferendo però pensare, per altro verso, come in Campanella,  allo Spirito come Amore più che come Sapienza, e vede proprio nell'Amore-Spirito del Padre verso il Figlio e di questi verso il Padre il nesso trinitario. 
In questo caso è lo Spirito come Amore che "attraversa" le tre persone e le fa una.
Non c'è amore senza sofferenza, rinunzia e dono di sé. Chi più ama, più soffre. Questo spiegherebbe lo scandalo del Dio sofferente in croce.
In questo modo si tenta anche una risposta alla domanda che si poneva S.Agostino:
L'amore infinito per cui Dio ama le creature e queste Dio, non può esser privo della sofferenza, della negatività che esalta il positivo. Il male che quindi si diffonde e colpisce anche gli innocenti esalta la funzione del bene che salva e redime.

## La gnoseologia
Campanella afferma poi che ci sono due forme di conoscenza che chiama: sensus innatus conoscenza di sé, innata, primaria ed essenziale e  sensus abditus conoscenza delle cose esterne secondaria ed accidentale.
Il sensus innatus quindi ci appartiene sin dall'inizio, (innato), e senza di esso non saremmo coscienti del nostro stesso esistere e quindi è essenziale per affermarci come soggetto, ed è infine primario perché senza di esso , senza l'autocoscienza non vi potrebbe essere conoscenza delle cose esterne: il sensus abditus, quindi secondario rispetto al sensus innatus, ed accidentale, nel senso che non potremmo mai avere una conoscenza delle cose esterne totale e completa.
Il sensus innatus è primario ed essenziale anche perché  si esprime nel primo immediato atto di autocoscienza con cui io riconosco me stesso, atto in cui c'è una perfetta coincidenza tra l'io come soggetto pensante e l'io come oggetto pensato. 
Condizione essenziale dell'autocoscienza è la presenza sensibile di una realtà, di un corpo, di un oggetto pensato.
Bisogna rammentare che c'è diversità tra coscienza e conoscenza. 
La prima è un immediato atto di apprensione di una realtà, la seconda implica invece un atto più complicato che tende a conoscere i particolari di quella realtà appresa coscientemente.
Vale la pena per capire meglio, rifarsi ai diversi gradi di apprensione della realtà indicati nella metafora della caverna platonica. 
Il prigioniero vedeva le ombre proiettate sul fondo della caverna (coscienza) poi riusciva a volgere il capo e vedeva le statuette (conoscenza).

## La sconfitta del dubbio scettico
Nell'ambito della conoscenza aveva costituito un'obiezione fondamentale nella storia della filosofia quella avanzata dagli scettici.
Lo scetticismo che aveva introdotto il "dubbio scettico" sosteneva di dubitare di tutto poiché l'apprensione della realtà avviene tramite la conoscenza sensoriale che ha caratteristiche tali da essere diversa da momento a momento, da individuo e individuo.
Gli stessi scettici che dubitavano di tutto, erano invece certi del proprio pensiero, di avere delle idee, ma dubitavano che a queste idee corrispondessero delle realtà, apprese tramite i sensi ingannatori. 
Quello che ora afferma Campanella sconfigge il dubbio scettico, perché può sostenere che con il sensus innatus c'è un punto in cui al pensiero, io come soggetto pensante,
corrisponde esattamente l'io come oggetto pensato e questo accade all'inizio del processo di autocoscienza che è anche autoconoscenza perché l'oggetto pensato, di cui sono cosciente, è talmente semplice, puro, privo di caratteristiche che basta averne coscienza per dire che se ha anche conoscenza.
Posso inoltre legittimamente pensare che questa coincidenza di pensiero(coscienza-conoscenza) e realtà continui a proporsi anche in seguito.
Quindi il nostro pensiero non nasce svincolato dalla realtà e se questo accade all'inizio questo accadrà anche in seguito.
Gli scettici quindi che non dubitano del proprio pensiero non possono più nemmeno dubitare che a questo iniziale pensiero (io pensante), corrisponda una realtà (io pensato) che accompagnerà il futuro processo conoscitivo

## Sensus abditus e alienazione
La conoscenza di sé dunque è essenziale e primaria (nel senso che da lei derivano tutte le altre conoscenze) ed è totale perché quando penso l'io, penso tutto l'io, non solo come soggetto, pensiero, ma anche come oggetto, realtà. 
La conoscenza delle cose esterne  è secondaria e accidentale, perché non è mai totale.
Tuttavia, quando l'uomo privilegia la conoscenza delle cose esterne rispetto al sensus innatus, dimentica sé stesso, aliena sé stesso, ed estraniandosi da sé, si perde.
Campanella sembra avere individuato che tra noi e gli oggetti c'è un rapporto non solo teoretico ma anche morale (anche Marsilio Ficino risolveva questo rapporto in senso positivamente religioso).
Quando noi infatti sentiamo la mancanza di qualche valore, spesso tentiamo di reagire colmando il vuoto che è in noi con il possesso di oggetti, quasi che questi potessero sostituire i valori persi. 
Tuttavia, quando l'oggetto perde la sua funzione simbolica e diventa valore reale in sé, allora subentra l'alienazione, la follia.
Sulla scia del pensiero di Agostino d'Ippona, il quale predicava la conversione dalle cose a Dio, secondo Campanella occorre recuperare i valori perduti, anziché perdersi nell'alienazione causata dagli oggetti.